# Michael P. Taylor
Michael Paul Taylor  (12 de marzo de 1968) es un programador informático británico con un doctorado en paleontología. Hasta la fecha, ha publicado 18 artículos paleontológicos y se le atribuye el nombramiento de tres géneros de dinosaurios (Xenoposeidon en 2007 con Darren Naish, Brontomerus en 2011 con Matt J. Wedel y Richard Cifeli, y Haestasaurus en 2015 con Paul Upchurch y Phil Mannion).
Junto con los paleontólogos Darren Naish y Matt Wedel, fundó el blog de paleontología Sauropod Vertebra Picture of the Week, donde publica bajo el nombre de Mike Taylor.
Vive actualmente en Ruardean, Gloucestershire, Inglaterra.